# Női 100 méteres síkfutás a 2011. évi nyári európai ifjúsági olimpiai fesztiválon
A 2011. évi nyári európai ifjúsági olimpiai fesztiválon az atlétikai versenyszámokat Trabzonban rendezték. A női 100 méteres síkfutás előfutamait július 25.-én, az elődöntőit és a  döntőjét pedig július 26.-án rendezték.

## Selejtező
Minden selejtezőcsoport első 3 helyezettje (Q) illetve a további legjobb 4 időeredménnyel (q) rendelkező sportoló jutott tovább az elődöntőbe.
| H  | F | Név                      | Nemzet             | E     | Mj   |
| -- | - | ------------------------ | ------------------ | ----- | ---- |
| 1  | 3 | Sophie Papps             | Egyesült Királyság | 11.77 | Q PB |
| 2  | 1 | Anastassia Cat. Angioi   | Olaszország        | 11.90 | Q PB |
| 3  | 2 | Solenn Compper           | Franciaország      | 11.92 | Q PB |
| 4  | 1 | Samantha Dagry           | Svájc              | 11.92 | Q PB |
| 5  | 4 | Carina Frey              | Németország        | 11.94 | Q    |
| 6  | 1 | Orphee Depuydt           | Belgium            | 12.02 | Q PB |
| 7  | 4 | Riikka Kokko             | Finnország         | 12.04 | Q PB |
| 8  | 3 | Tessa Van Schagen        | Hollandia          | 12.06 | Q PB |
| 9  | 4 | Krystsina Radzivaniuk    | Fehéroroszország   | 12.16 | Q    |
| 10 | 2 | Anastasia Polishchuk     | Oroszország        | 12.22 | Q    |
| 11 | 2 | Roxana Maria Ene         | Románia            | 12.23 | Q    |
| 12 | 4 | Rosalie Elisa Tschann    | Ausztria           | 12.26 | q PB |
| 13 | 3 | Tina Slejko              | Szlovénia          | 12.29 | Q    |
| 14 | 1 | Varga Tímea              | Magyarország       | 12.30 | q    |
| 15 | 2 | Debora Clemente          | Portugália         | 12.33 | q    |
| 16 | 3 | Yordanka Dimitro Ivanova | Bulgária           | 12.40 | q    |
| 17 | 3 | Karolina Niemczal        | Lengyelország      | 12.53 |      |
| 18 | 4 | Yagmur Kayik             | Törökország        | 12.53 |      |
| 19 | 1 | Salome Siradze           | Grúzia             | 12.59 |      |
| 20 | 2 | Diana Khubeseryan        | Örményország       | 12.60 |      |
| 21 | 4 | Ema Kalenska             | Szlovákia          | 12.61 |      |
| 22 | 3 | Vasiliki Koutsoumpou     | Görögország        | 12.65 |      |
| 23 | 1 | Pinelopi Kolokoudia      | Ciprus             | 12.74 |      |
| 24 | 3 | Shabnam Ayatova          | Azerbajdzsán       | 12.92 |      |
| 25 | 2 | Marina Ramadani          | Albánia            | 12.94 | SB   |

## Elődöntő
| H  | F | Név                      | Nemzet             | E     | Mj   |
| -- | - | ------------------------ | ------------------ | ----- | ---- |
| 1  | 1 | Sophie Papps             | Egyesült Királyság | 11.91 | Q    |
| 2  | 2 | Solenn Compper           | Franciaország      | 11.92 | Q SB |
| 3  | 1 | Carina Frey              | Németország        | 11.97 | Q    |
| 4  | 1 | Samantha Dagry           | Svájc              | 12.02 | Q SB |
| 5  | 2 | Tessa Van Schagen        | Hollandia          | 12.08 | Q    |
| 6  | 2 | Krystsina Radzivaniuk    | Fehéroroszország   | 12.12 | Q    |
| 7  | 2 | Riikka Kokko             | Finnország         | 12.13 | q SB |
| 8  | 1 | Anastasia Polishchuk     | Oroszország        | 12.18 | q    |
| 9  | 1 | Orphee Depuydt           | Belgium            | 12.21 |      |
| 10 | 1 | Tina Slejko              | Szlovénia          | 12.24 |      |
| 11 | 1 | Rosalie Elisa Tschann    | Ausztria           | 12.27 |      |
| 12 | 2 | Roxana Maria Ene         | Románia            | 12.30 |      |
| 13 | 2 | Varga Tímea              | Magyarország       | 12.32 |      |
| 14 | 2 | Debora Clemente          | Portugália         | 12.38 |      |
| 15 | 1 | Yordanka Dimitro Ivanova | Bulgária           | 12.47 |      |
| -  | 2 | Anastassia Cat. Angioi   | Olaszország        | -     | DNS  |

## Döntő
| H     | Név                   | Nemzet             | E     | Mj |
| ----- | --------------------- | ------------------ | ----- | -- |
| Arany | Sophie Papps          | Egyesült Királyság | 11.82 |    |
| Ezüst | Samantha Dagry        | Svájc              | 11.91 | PB |
| Bronz | Solenn Compper        | Franciaország      | 11.99 |    |
| 4     | Krystsina Radzivaniuk | Fehéroroszország   | 12.04 | PB |
| 5     | Carina Frey           | Németország        | 10.80 |    |
| 5     | Riikka Kokko          | Finnország         | 12.09 | SB |
| 7     | Tessa Van Schagen     | Hollandia          | 12.13 |    |
| 8     | Anastasia Polishchuk  | Oroszország        | 12.27 |    |